# Wodzierady
Wodzierady ist ein Dorf und Sitz der gleichnamigen Gemeinde im Powiat Łaski der Woiwodschaft Łódź, Polen.

## Geschichte
Nach der deutschen Besetzung des Gemeindegebietes 1939 wurde das Gemeindegebiet der wieder errichteten Provinz Posen und 1941 in das Reichsgau Wartheland, Landkreis Lask eingegliedert.

## Gemeinde
Zur Landgemeinde Wodzierady gehören 20 Ortschaften mit einem Schulzenamt.